# Rodney Wallace
Rodney Wallace (ur. 17 czerwca 1988 w San José) – kostarykański piłkarz grający na pozycji lewego pomocnika. Od 2017 roku jest zawodnikiem klubu New York City FC.

## Kariera klubowa
W wieku 9 lat Wallace wyemigrował z rodzicami z Kostaryki do Stanów Zjednoczonych. W latach 2007–2008 grał w lidze uniwersyteckiej w zespole Maryland Terrapins. W 2009 roku został wybrany w drafcie Major League Soccer przez zespół DC United z Waszyngtonu. Swój debiut w Major League Soccer zanotował 22 marca 2009 w zremisowanym 2:2 wyjazdowym meczu z Los Angeles Galaxy. W debiutanckim sezonie stał się podstawowym zawodnikiem DC United. W 2009 roku dotarł do finału US Open Cup, w którym DC United przegrało 1:2 ze Seattle Sounders.
W listopadzie 2010 Wallace przeszedł do Portland Timbers. Zadebiutował w nim 20 marca 2011 w przegranym 1:3 wyjazdowym meczu z Colorado Rapids. W 2014 był wypożyczony do Arizona United. W 2016 najpierw grał w FC Arouca, a następnie trafił do Sport Recife.
| Sezon   | Klub             | Kraj              | Rozgrywki     | Mecze | Bramki |
| ------- | ---------------- | ----------------- | ------------- | ----- | ------ |
| 2009    | DC United        | Stany Zjednoczone | MLS           | 28    | 3      |
| 2010    | DC United        | Stany Zjednoczone | MLS           | 11    | 0      |
| 2011    | Portland Timbers | Stany Zjednoczone | MLS           | 25    | 2      |
| 2012    | Portland Timbers | Stany Zjednoczone | MLS           | 19    | 1      |
| 2013    | Portland Timbers | Stany Zjednoczone | MLS           | 27    | 7      |
| 2014    | Arizona United   | Stany Zjednoczone | USL Pro       | 2     | 1      |
| 2014    | Portland Timbers | Stany Zjednoczone | MLS           | 17    | 5      |
| 2015    | Portland Timbers | Stany Zjednoczone | MLS           | 32    | 1      |
| 2015/16 | FC Arouca        | Portugalia        | Primeira Liga | 2     | 0      |
| 2016    | Sport Recife     | Brazylia          | Série A       | 24    | 4      |

## Kariera reprezentacyjna
W reprezentacji Kostaryki Wallace zadebiutował 2 września 2011 roku w wygranym 1:0 towarzyskim meczu ze Stanami Zjednoczonymi, rozegranym w Carson. W debiucie zdobył gola. W styczniu 2013 wygrał z Kostaryką Copa Centroamericana 2013. W tym samym roku dostał powołanie do kadry na Złoty Puchar CONCACAF 2013.